# Kino Pilotů
Kino Pilotů je obnovené kino v pražské části Vršovice. Původní stejnojmenné kino bylo v provozu ve stejných prostorách již ve 30. letech 20. století.

## Historie
Kino Pilotů vzniklo v polovině 30. let 20. století jako jednosálové kino s kapacitou 300 míst v Donské ulici v pražských Vršovicích.

## Současnost
Od poloviny 90. let bylo kino mimo provoz. V roce 2016 bylo po tříměsíční rekonstrukci opět otevřeno. Kino v současnosti tvoří tři sály s kapacitou 84, 70 a 16 diváků. Provozovatelem kina je producent Jan Macola z Mimesis Film, dramaturgii má na starosti Jakub Felcman. Kino se věnuje v dramaturgii především artové tvorbě, filmovým přehlídkám a festivalům a programům pro místní komunity ve Vršovicích. V roce 2022 získalo jako první české kino v historii cenu sítě Europa Cinemas za program.